# *** パショナート
「*** パショナート」（ナイショ パショナート）は、野水いおりの2枚目のシングル。2012年4月25日にFlyingDogから発売された。

## 概要
前作「魔・カ・セ・テ Tonight」から1年2ヶ月ぶりのリリースとなるシングル。表題曲「*** パショナート」は、テレビアニメ『これはゾンビですか? オブ・ザ・デッド』のオープニングテーマに起用された。販売形態は初回限定盤と通常盤の2種リリースで、前者には2011年12月26日よりYouTubeにて配信中の野水いおりプロデュースによるアニメ『Cajon's Saga〜イオリスの冒険』が収録されている。
CDジャーナルは、表題曲を「強めトーンの中に可憐さがのぞく歌声はメタリックなサウンドによく合っている。」と評した。

## 収録曲
1. *** パショナート [4:50]
作詞・作曲・編曲：manzo
テレビアニメ『これはゾンビですか? オブ・ザ・デッド』オープニングテーマ
野水曰く「ハードにかっこよく、エッジが効いた感じ」の曲で、ギターとドラムがテンションを盛り上げている。歌詞の内容は男女の距離が縮まる内容になっている。タイトルのパショナートは「情熱的に」という意味のイタリア語からとられている[2]。
2. Signalize [3:48]
作詞：野水いおり、作曲・編曲：雅大
トランス調のダンサブルな曲[1]。
3. *** パショナート（without Iori）
4. Signalize（without Iori）

DVD（初回限定盤のみ）
Cajon's Saga〜イオリスの冒険
1. 第0話「序章…はじまりの音」
2. 第1話「旅立ちの予感!目覚めた勇者」
3. 第2話「母の願い!イオリスの別れ」
4. 第3話「はじめまして!よろしくね」
5. 第4話「勇者への一歩!レアモンスターをやっつけろ!」
6. 第5話「橋を渡れ!四角い三つ巴」
7. 第6話「乙女の花園!不思議な先生」